# Мёллер, Михала
Михала Мёллер (дат. Michala Elsberg Møller; род. 16 февраля 2000, Ольборг, Северная Ютландия) — датская гандболистка, центральный защитник клуба «ЖГК Эсбьерг» (с 2021 года) и сборной Дании. Бронзовый призёр летних Олимпийских игр 2024 года, бронзовый призёр чемпионата мира 2023 года, серебряный призёр чемпионата Европы 2022 года. Двукратная чемпионка Дании (2023, 2024), трёхкратный обладатель Кубка Дании (2019, 2021, 2022).

## Биография

### В клубе
Меллер в самом начале свей карьеры играла в молодежных составах клубов «AIK Vejgaard» и «ЖГК Ольборг», обе команды базируются в её родном городе.
В 2018 году Михала присоединилась к команде «Хёрнинг-Икаст», где в первом сезоне играла за молодёжный состав. Дебютировала в первом дивизионе за «Икаст» в 2018 году, а в 2019 году Мёллер являлась игроком основы клуба. В 2019 году в составе «Икаста» выиграла Кубок Дании.
Летом 2021 года Мёллер перешла в «Эсбьерг». Вместе с «Эсбьергом» она выиграла чемпионат Дании в 2023 и 2024 годах, а также Кубок Дании в 2021 и 2022 годах.

### Карьера в сборной
За молодежную сборную Дании Мёллер сыграла 32 матча, в которых забила 81 гол.
Меллер была включена в состав первой сборной на чемпионат мира 2021 года. В предварительном раунде в матче против Республики Конго Мёллер дебютировала за взрослую сборную Дании, сразу же забив один гол. На этом турнире Михала стала бронзовым призёром чемпионата мира. Год спустя в составе сборной Дании уступила в финале чемпионата Европы сборной Норвегии и стала серебряным призёром.
На летних Олимпийских играх 2024 года в Париже, в составе Дании Михала выиграла бронзовую медаль.